# El secreto del Dr. Orloff
El secreto del Dr. Orloff (Les maîtresses du Dr. Jekyll o The Secret of Dr. Orloff en sus versiones internacionales) es una película de terror dirigida por Jesús Franco estrenada en 1964. Se trata de la segunda cinta del realizador en la que aparece el personaje del Dr. Orloff tras Gritos en la Noche (1962).

## Trama
Melissa una joven casi adolescente viaja desde su pequeño pueblo en Austria con Juan Manuel, un joven que coquetea con ella, a la mansión de sus tíos el Dr. Conrad Fisherman e Inglud para pasar la Navidad. El padre de Melissa, Andros Fisherman, falleció misteriosamente en la casa de su hermano Conrad hace algún tiempo. Ahora la joven acaba de alcanzar la mayoría de edad y Conrad tiene la intención de entregarle la herencia. 
A su llegada a la mansión la joven es recibida por el criado Cicerón y conoce a su tía Inglud que vive una existencia alcoholizada. Posteriormente se encuentra con su tío Conrad en el laboratorio, lugar donde el Doctor está desarrollando un siniestro experimento. El Dr. Orloff, en una delicado estado de salud, reveló sus conocimientos sobre la utilización del control mental y la reanimación con ultrasonidos al Dr. Fisherman.
Melissa quiere obtener información sobre la muerte de su padre pero se encuentra con las evasivas de Conrad e Inglud. Posteriormente se revela que Andros e Inglud mantuvieron una historia de amor y fueron sorprendidos por Conrad. El doctor, preso de los celos y la ira, enloqueció y asesinó a Andros. Con los conocimientos del Dr. Orloff Conrad logra reanimar a su hermano muerto y convertir a Andros en un zombi asesino de mujeres de vida licenciosa. Sin embargo el cuerpo reanimado de Andros parece sentir también la presencia de su hija en la casa, y comienza a actuar por su cuenta, fuera del control del doctor.
Ante la gravedad de la situación, con varios asesinatos por resolver, el inspector Klein es designado para solucionar el enigma pero sus investigaciones no dan fruto. Es el Dr. Orloff pone a la policía sobre la pista de su colega. En la mansión Inglud muere por el shock de ver a su amante revivido. El doctor intenta matar a Melissa pero Andros acaba con él antes de que culmine su asesinato. A pesar de salvarle la vida Melissa accede a hacer de cebo para que la policía capture y mate a Andros.

## Reparto
- Hugo Blanco - Andros Fisherman
- Agnès Spaak - Melissa
- Perla Cristal - Rosa
- Magda Maldonado - Amira
- Marcelo Arroita-Jáuregui - Dr. Conrad Fisherman
- Pepe Rubio - Juan Manuel
- Pastor Serrador - Inspector Klein
- Daniel Blumer - Karl Steiner
- Luisa Sala - Inglud Jekyll / Ingrid Fisherman
- Manuel Guitián - Cicerón
- Mer Casas - Novia
- Rafael Hernández - Propietario del Club
- José Truchado - Policía
- Juan Antonio Soler - Testigo
- Javier de Rivera - Profesor
- Julio Infiesta - Portero del Club
- Ramón Lillo - Ayudante del Inspector
- Jesús Franco - Pianista

## Producción
El moderado éxito de Gritos en la Noche animó a Jesús Franco a proponer una secuela a productores españoles encontrándose con cierta incomprensión para narrar nuevas historias del Dr. Orloff. Finalmente consiguió financiación vía coproducción hispano-francesa pero el proceso de producción fue bastante mediocre. No se pudo contratar a Howard Vernon, quien encarnara al Dr. Orloff en la primera película, y se reorientó la trama con un nuevo doctor enloquecido: Conrad Fisherman. Marcelo Arroita Jáuregui, el actor contratado, era un personaje de fisonomía diferente al magnetismo que proyectaba en pantalla Vernon.
Eurociné, coproductora y empresa que distribuyó la película en el extranjero, encargó a Jesús Franco una doble versión con escenas eróticas que encajan forzadamente en la trama. En esta versión aparece el propio Franco tocando el piano y se reducen algunas escenas de diálogos. Sin embargo el cambio más reseñable es la única palabra que pronuncia Andros al morir en brazos de su hija: en la versión extranjera se indica “gracias” pero en el original español es “¿por qué?” añadiendo un matiz trágico al desenlace.

## Recepción
Los usuarios de FilmAffinity otorgan una puntuación de 5,7 sobre 10 basándose en 53 valoraciones.

"Con una tensión dramática entre perversa y tierna, el filme anida en su interior una reflexión moral muy plausible: en un microcosmos de estupidez (la pareja protagonista, el policía) y de mezquindad (el profesor Fisherman, el proxeneta), el único personaje verdaderamente noble, conmovedor, es Andros, o sea, el monstruo a su pesar, “Mr. Hyde”. Cabe señalar que la música posiblemente sea la mejor de su filmografía, de envolvente belleza melancólica."
Crítica de Isidoro Feria en FilmAffinity